# Andreas Hanssen
Andreas Hanssen (4. marts 1879 i Keldby på Møn – 17. november 1940 i Flensborg) var en dansk gymnasierektor, dr.phil.
Andreas Hanssen var søn af tømrermester Matthias Hanssen. Han tog lærereksamen fra Vordingborg Seminarium i 1898 og studentereksamen i 1908 (såkaldt privat dimitteret). Han blev mag.art. i 1914, og året efter forsvarede han sin doktordisputats »Etiken og Evolutionslæren«. I perioden 1896-1906 underviste han på forskellige skoler i provinsen. De efterfølgende 15 år var han ansat som lærer i Gentofte nord for København.
Fra 1. august 1921 og til sin død i 1940 var Andreas Hanssen rektor på Duborg-Skolen i Flensborg og samtidig skolekonsulent (det vi i dag kalder skoledirektør) i Dansk skoleforening for Flensborg og Omegn, det senere Dansk Skoleforening for Sydslesvig.